# Hármas-hegyi-opálos-üreg
A Hármas-hegyi-opálos-üreg a Balaton-felvidéki Nemzeti Parkban, a Tihanyi-félszigeten található egyik rombarlang.

## Leírás
Az Aranyháztól kb. 200 m-re ÉK-re, a Hármas-hegyi-átjáróbarlangtól nagyjából 100 m-re É-ra, közvetlenül a Belső-tó felé eső forráskúpban, kb. 180 m tengerszint feletti magasságban van. A rombarlang a forráskúp ÉNy-i részén, a csúcstól 3–4 m-rel lejjebb található.
A barlangromot a sziklák boltozattöredékei, a rajtuk lévő oldásnyomok, a tövükben lévő szűk rések mutatják. E barlangot is egy korábbi kőbánya pusztította el. Kőzetanyaga kalcedon és hidrokvarcit, sok helyen kisebb-nagyobb opál-kifejlődéssel. Feltárása nem sok reménnyel kecsegtet. Alig bír valami jelentőséggel a rombarlang.
1983-ban volt először Hármas-hegyi-opálos-üregnek nevezve a rombarlang az irodalmában. Előfordul az üreg az irodalmában Hármas-hegyi opálos-üreg (Eszterhás 1987) néven is.

## Kutatástörténet
Barlangkataszterező útja alkalmával regisztrálta az üreget Eszterhás István 1983-ban, korábbi említéséről, kutatottságáról nem tudni. Az Eszterhás István által 1989-ben írt, Magyarország nemkarsztos barlangjainak listája című kéziratban az olvasható, hogy a Bakony hegységben, a 4463-as barlangkataszteri területen, Tihanyban létezett Hármas-hegyi-opálos-üreg gejziritben alakult ki. Az ismeretlen méretű barlang szét van bontva. A listában meg van említve az a Magyarországon, nem karsztkőzetben kialakult, létrehozott 220 objektum (203 barlang és 17 mesterséges üreg), amelyek 1989. év végéig váltak ismertté. Magyarországon 40 barlang keletkezett gejziritben. Az összeállítás szerint Kordos László 1984-ben kiadott barlanglistájában fel van sorolva 119 olyan barlang is, amelyek nem karsztkőzetben jöttek létre.
Az Eszterhás István által 1993-ban írt, Magyarország nemkarsztos barlangjainak lajstroma című kéziratban meg van említve, hogy a Bakony hegységben, a 4463-as barlangkataszteri területen, Tihanyban helyezkedett el a Hármas-hegyi-opálos-üreg. A gejziritben keletkezett és ismeretlen méretű barlang szét van bontva. Az összeállításban fel van sorolva az a Magyarországon, nem karsztkőzetben kialakult, létrehozott 520 objektum (478 barlang és 42 mesterséges üreg), amelyek 1993 végéig ismertté váltak. Magyarországon 40 barlang, illetve mesterségesen létrehozott, barlangnak nevezett üreg alakult ki, lett kialakítva gejziritben. A Bakony hegységben 123 barlang jött létre nem karsztkőzetben. A 2001. november 12-én készült, Magyarország nemkarsztos barlangjainak irodalomjegyzéke című kézirat barlangnévmutatójában szerepel a Hármas-hegyi-opálos-üreg. A barlangnévmutatóban fel van sorolva 7 irodalmi mű, amelyek foglalkoznak a rombarlanggal.

## További irodalom
- Eszterhás István: A Tihanyi-félsziget barlangkatasztere. Kézirat. Isztimér, 1984. (A kézirat megtalálható a Magyar Karszt- és Barlangkutató Társulat Adattárában és a KvVM Barlang- és Földtani Osztályon.) (Néhány oldallal és fényképpel bővebb, mint az 1987-es nyomtatott változat. A kéziratot csak barlangonként szétdarabolva láttam.)
- Eszterhás István: A Bakony nemkarsztos barlangjainak genotipusai és kataszteri jegyzéke. Kézirat. Budapest, 1986. Szerződéses munka az Országos Környezet- és Természetvédelmi Hivatalnak.